# Liste des gouverneurs de Rhode Island
Voici la liste des gouverneurs de la colonie puis de l'État du Rhode Island.

## Gouverneurs coloniaux

Drapeau du gouverneur.

## Gouverneurs de l'État
| no | Portrait | Nom                          | Parti | Parti                             | Mandat                                                         | Notes |
| -- | -------- | ---------------------------- | ----- | --------------------------------- | -------------------------------------------------------------- | --- |
| 1  |          | Nicholas Cooke (en)          |       | Sans étiquette                    | 7 novembre 1775 — 4 mai 1778 (2 ans, 5 mois et 27 jours)       | |
| 2  |          | William Jones (en)           |       | Sans étiquette                    | 4 mai 1778 — 3 mai 1786 (7 ans, 11 mois et 29 jours)           | |
| 3  |          | John Collins (en)            |       | Sans étiquette                    | 3 mai 1786 — 5 mai 1790 (4 ans et 2 jours)                     | |
| 4  |          | Arthur Fenner (en)           |       | Country Party (en)                | 5 mai 1790 — 15 octobre 1805 (15 ans, 5 mois et 10 jours)      | |
| 5  |          | Henry Smith (en)             |       | Country Party (en)                | 15 octobre 1805 — 7 mai 1806 (6 mois et 22 jours)              | |
| 6  |          | Isaac Wilbour (en)           |       | Country Party (en)                | 7 mai 1806 — 6 mai 1807 (11 mois et 29 jours)                  | |
| 7  |          | James Fenner (en)            |       | Parti républicain-démocrate       | 6 mai 1807 — 1er mai 1811 (3 ans, 11 mois et 25 jours)         | |
| 8  |          | William Jones                |       | Parti fédéraliste                 | 1er mai 1811 — 7 mai 1817 (6 ans et 6 jours)                   | |
| 9  |          | Nehemiah R. Knight (en)      |       | Parti républicain-démocrate       | 7 mai 1817 — 2 mai 1821 (3 ans, 11 mois et 25 jours)           | |
| 10 |          | William C. Gibbs (en)        |       | Parti républicain-démocrate       | 2 mai 1821 — 5 mai 1824 (3 ans et 3 jours)                     | |
| 11 |          | James Fenner (en)            |       | Parti républicain-démocrate       | 5 mai 1824 — 4 mai 1831 (6 ans, 11 mois et 29 jours)           | |
| 12 |          | Lemuel H. Arnold (en)        |       | Parti whig                        | 4 mai 1831 — 1er mai 1833 (1 an, 11 mois et 27 jours)          | |
| 13 |          | John B. Francis (en)         |       | Parti démocrate                   | 1er mai 1833 — 2 mai 1838 (5 ans et 1 jour)                    | |
| 14 |          | William Sprague III (en)     |       | Parti démocrate                   | 2 mai 1838 — 2 mai 1839 (1 an)                                 | |
| 15 |          | Samuel Ward King (en)        |       | Rhode Island Party                | 2 mai 1839 — 2 mai 1843 (4 ans)                                | La rébellion de Dorr éclate durant le mandat de King. Durant cette période, Thomas Dorr est également gouverneur mais sans base légale. |
| 16 |          | Thomas Wilson Dorr (en)      |       | Parti du suffrage de Rhode Island | 1er mai 1842 — 23 janvier 1843 (8 mois et 22 jours)            | La rébellion de Dorr éclate durant le mandat de King. Durant cette période, Thomas Dorr est également gouverneur mais sans base légale. |
| 17 |          | James Fenner (en)            |       | Parti de la loi et l'ordre (en)   | 2 mai 1843 — 6 mai 1845 (2 ans et 4 jours)                     | |
| 18 |          | Charles Jackson (en)         |       | Parti whig                        | 6 mai 1845 — 6 mai 1846 (1 an)                                 | |
| 19 |          | Byron Diman (en)             |       | Parti de la loi et l'ordre (en)   | 6 mai 1846 — 4 mai 1847 (11 mois et 28 jours)                  | |
| 20 |          | Elisha Harris (en)           |       | Parti whig                        | 4 mai 1847 — 1er mai 1849 (1 an, 11 mois et 27 jours)          | |
| 21 |          | Henry B. Anthony (en)        |       | Parti whig                        | 1er mai 1849 — 6 mai 1851 (2 ans et 5 jours)                   | |
| 22 |          | Philip Allen (en)            |       | Parti démocrate                   | 6 mai 1851 — 20 juillet 1853 (2 ans, 2 mois et 14 jours)       | |
| 23 |          | Francis M. Dimond (en)       |       | Parti démocrate                   | 20 juillet 1853 — 2 mai 1854 (9 mois et 12 jours)              | |
| 24 |          | William W. Hoppin (en)       |       | Parti whig                        | 2 mai 1854 — 26 mai 1857 (3 ans et 24 jours)                   | |
| 25 |          | Elisha Dyer (en)             |       | Parti républicain                 | — ()                                                           | |
| 26 |          | Thomas G. Turner (en)        |       | Parti républicain                 | — ()                                                           | |
| 27 |          | William Sprague IV           |       | Parti républicain                 | — ()                                                           | |
| 28 |          | William C. Cozzens (en)      |       | Parti démocrate                   | — ()                                                           | |
| 29 |          | James Y. Smith (en)          |       | Parti républicain                 | — ()                                                           | |
| 30 |          | Ambrose Burnside             |       | Parti républicain                 | — ()                                                           | |
| 31 |          | Seth Padelford (en)          |       | Parti républicain                 | — ()                                                           | |
| 32 |          | Henry Howard (en)            |       | Parti républicain                 | — ()                                                           | |
| 33 |          | Henry Lippitt (en)           |       | Parti républicain                 | — ()                                                           | |
| 34 |          | Charles C. Van Zandt (en)    |       | Parti républicain                 | — ()                                                           | |
| 35 |          | Alfred H. Littlefield (en)   |       | Parti républicain                 | — ()                                                           | |
| 36 |          | Augustus O. Bourn (en)       |       | Parti républicain                 | — ()                                                           | |
| 37 |          | George P. Wetmore (en)       |       | Parti républicain                 | — ()                                                           | |
| 38 |          | John W. Davis (en)           |       | Parti démocrate                   | — ()                                                           | |
| 39 |          | Royal C. Taft (en)           |       | Parti républicain                 | — ()                                                           | |
| 40 |          | Herbert W. Ladd (en)         |       | Parti républicain                 | — ()                                                           | |
| 41 |          | John W. Davis (en)           |       | Parti démocrate                   | — ()                                                           | |
| 42 |          | Herbert W. Ladd (en)         |       | Parti républicain                 | 26 mai 1891 — 31 mai 1892 ()                                   | |
| 43 |          | D. Russell Brown (en)        |       | Parti républicain                 | 31 mai 1892 — 29 mai 1895 ()                                   | |
| 44 |          | Charles W. Lippitt (en)      |       | Parti républicain                 | 29 mai 1895 — 25 mai 1897 ()                                   | |
| 45 |          | Elisha Dyer, Jr. (en)        |       | Parti républicain                 | 25 mai 1897 — 29 mai 1900 ()                                   | |
| 46 |          | William Gregory              |       | Parti républicain                 | 29 mai 1900 — 16 décembre 1901 ()                              | |
| 47 |          | Charles D. Kimball (en)      |       | Parti républicain                 | 16 décembre 1901 — 3 janvier 1903 ()                           | |
| 48 |          | Lucius F. C. Garvin (en)     |       | Parti démocrate                   | 3 janvier 1903 — 3 janvier 1905 ()                             | |
| 49 |          | George H. Utter (en)         |       | Parti républicain                 | 3 janvier 1905 — 1er janvier 1907 ()                           | |
| 50 |          | James H. Higgins (en)        |       | Parti démocrate                   | 3 janvier 1907 — 5 janvier 1909 ()                             | |
| 51 |          | Aram J. Pothier              |       | Parti républicain                 | 5 janvier 1909 — 5 janvier 1915 ()                             | |
| 52 |          | R. Livingston Beeckman       |       | Parti républicain                 | 5 janvier 1915 — 4 janvier 1921 ()                             | |
| 53 |          | Emery J. San Souci (en)      |       | Parti républicain                 | — ()                                                           | |
| 54 |          | William S. Flynn (en)        |       | Parti démocrate                   | — ()                                                           | |
| 55 |          | Aram J. Pothier              |       | Parti républicain                 | — ()                                                           | |
| 56 |          | Norman S. Case (en)          |       | Parti républicain                 | — ()                                                           | |
| 57 |          | Theodore Francis Green (en)  |       | Parti démocrate                   | — ()                                                           | |
| 58 |          | Robert E. Quinn (en)         |       | Parti démocrate                   | — ()                                                           | |
| 59 |          | William Henry Vanderbilt III |       | Parti républicain                 | 3 janvier 1939 — 7 janvier 1941 (2 ans et 4 jours)             | |
| 60 |          | J. Howard McGrath            |       | Parti démocrate                   | 7 janvier 1941 — 6 octobre 1945 (4 ans, 8 mois et 29 jours)    | |
| 61 |          | John O. Pastore              |       | Parti démocrate                   | 6 octobre 194 — 19 décembre 1950 (5 ans, 2 mois et 13 jours)   | |
| 62 |          | John S. McKiernan (en)       |       | Parti démocrate                   | 19 décembre 1950 — 2 janvier 1951 (14 jours)                   | |
| 63 |          | Dennis J. Roberts (en)       |       | Parti démocrate                   | 2 janvier 1951 — 6 janvier 1959 (8 ans et 4 jours)             | |
| 64 |          | Christopher Del Sesto (en)   |       | Parti républicain                 | 6 janvier 1959 — 3 janvier 1961 (1 an, 11 mois et 28 jours)    | |
| 65 |          | John A. Notte, Jr. (en)      |       | Parti démocrate                   | 3 janvier 1961 — 3 janvier 1963 (2 ans)                        | |
| 66 |          | John H. Chafee               |       | Parti républicain                 | 3 janvier 1963 — 7 janvier 1969 (6 ans et 4 jours)             | |
| 67 |          | Frank Licht (en)             |       | Parti démocrate                   | 7 janvier 1969 — 2 janvier 1973 (3 ans, 11 mois et 26 jours)   | |
| 68 |          | Philip W. Noel (en)          |       | Parti démocrate                   | 2 janvier 1973 — 4 janvier 1977 (4 ans et 2 jours)             | |
| 69 |          | J. Joseph Garrahy (en)       |       | Parti démocrate                   | 4 janvier 1977 — 1er janvier 1985 (7 ans, 11 mois et 28 jours) | |
| 70 |          | Edward D. DiPrete            |       | Parti républicain                 | 1er janvier 1985 — 1er janvier 1991 (6 ans)                    | |
| 71 |          | Bruce Sundlun (en)           |       | Parti démocrate                   | 1er janvier 1991 — 3 janvier 1995 (4 ans et 2 jours)           | |
| 72 |          | Lincoln Almond               |       | Parti républicain                 | 3 janvier 1995 — 7 janvier 2003 (8 ans et 4 jours)             | |
| 73 |          | Donald Carcieri              |       | Parti républicain                 | 7 janvier 2003 — 4 janvier 2011 (7 ans, 11 mois et 28 jours)   | |
| 74 |          | Lincoln Chafee               |       | Indépendant puis Parti démocrate  | 4 janvier 2011 — 6 janvier 2015 (4 ans et 2 jours)             | |
| 74 |          | Lincoln Chafee               |       | Indépendant puis Parti démocrate  | 4 janvier 2011 — 6 janvier 2015 (4 ans et 2 jours)             | |
| 75 |          | Gina Raimondo                |       | Parti démocrate                   | 6 janvier 2015 — 2 mars 2021 (6 ans, 1 mois et 24 jours)       | Première femme élue gouverneure de l'État                                                                                               |
| 76 |          | Daniel McKee                 |       | Parti démocrate                   | Depuis le 2 mars 2021 (4 ans, 4 mois et 7 jours)               | |